# Armand Russell
Armand Russell, né le 23 juin 1921 à Saint-Joachim-de-Shefford et mort le 1er octobre 2012 à Waterloo, est un entrepreneur et homme politique québécois. Il est député à l'Assemblée législative du Québec de la circonscription de Shefford pour l'Union nationale de 1956 à 1973 et de Brome-Mississquoi de 1976 à 1980.